# Rhinolophus chutamasae
Rhinolophus chutamasae (syn. Rhinolophus monticolus) — вид рукокрилих родини Підковикові (Rhinolophidae). Нова назва виду, monticolus, в перекладі з латинської означає "горець", що стосується середовища проживання, де новий вид знайдений.

## Опис
Вид відрізняється від Rhinolophus shortridgei та інших подібних видів в тій же групі широким, паралельностороннім sella turcica, яке квадратне на кінці, і відносно великими розмірами тіла з довжиною передпліччя 42.2–44.1 мм. Частота ехолокації від спійманих особин 84.1–93.0 кГц. Аналізи ДНК підтримують відмінності на видовому рівні.

## Поширення
Країни проживання: Таїланд і Лаос. Вид був знайдений у вічнозелених лісах на висотах від 550 до 1320 м н.р.м. Оскільки не було ніяких печер поблизу місць захоплення, його денні сідала, ймовірно, розміщені в порожніх деревах і / або ущелинах.